# Pistolet maszynowy MAS 38
Mitraillette MAS modéle 38 – francuski pistolet maszynowy skonstruowany w okresie międzywojennym w zakładach Manufacture d'armes de Saint-Étienne (MAS).

## Historia konstrukcji
Przed II wojną światową armia francuska nie doceniała pistoletów maszynowych. Dla armii której doktryna opierała się na obronie fortyfikacji (Linia Maginota) broń tej klasy była po prostu mało przydatna.
Pod koniec lat 30. XX wieku postanowiono jednak wprowadzić do uzbrojenia pistolet maszynowy. Nowa broń miała służyć do samoobrony (uzupełniając pistolety). Dlatego wymagania mówiły o broni o małych wymiarach, strzelającej słabym francuskim nabojem 7,65 mm Long (MAS).
Przyjęty do uzbrojenia pistolet maszynowy MAS 38 (wersja eksperymentalnego MAS 35) był bronią dość nietypową. Aby zmniejszyć wymiary broni zamek i sprężynę powrotną umieszczono w metalowej tulei znajdującej się wewnątrz drewnianej kolby. Przy takiej konfiguracji broni przyrządy celownicze musiałyby być umieszczone na wysokich podstawach (inaczej nie można by się prawidłowo złożyć z takiej broni). Aby umieścić przyrządy celownicze bezpośrednio na komorze zamkowej francuscy konstruktorzy zdecydowali się odchylić tuleję z zamkiem w dół przez co zamek porusza się skośnie w stosunku do osi lufy. W rezultacie pm wygląda jakby miał krzywo osadzoną lufę.
Pomimo przyjęcia do uzbrojenia w 1938 roku produkcję rozpoczęto w dopiero w 1939 roku. Do ataku niemieckiego w czerwcu 1940 wyprodukowano ich niewiele, dostarczono jeszcze mniej. Po zajęciu Saint-Étienne przez Niemców produkcję wznowiono. Pistolet maszynowy MAS 38 otrzymał niemieckie oznaczenie 7.65 mm MP722(f).
Po wyzwoleniu Saint-Étienne przez aliantów produkcję pm MAS 38 kontynuowano do 1946 roku. Po II wojnie światowej MAS 38 był używany przez wojska francuskie w czasie I wojny indochińskiej.
Pistolet maszynowy miał opinię broni celnej, ale zastosowany nabój (7,65 Long) sprawiał, że był mało skuteczny. Dlatego zarówno Francuzi jak i Niemcy używali go głównie do samoobrony. Francuzi zastąpili go pistoletem maszynowym MAT 49 (kalibru 9 × 19 mm Parabellum).

## Opis konstrukcji
Pistolet maszynowy MAS 38 był indywidualną bronią samoczynną. Zasada działania automatyki oparta na odrzucie zamka swobodnego. Strzelanie z zamka otwartego seriami. Oś zamka i sprężyny powrotnej odchylona od osi lufy. Zasilanie z magazynków pudełkowych o pojemności 32 naboi. Broń była zabezpieczana przez przesunięcie języka spustowego do przodu. Lufa wkręcona w komorę zamkową zakończona podstawą muszki. Łoże i chwyt pistoletowy z bakelitu. Kolba drewniana, stała.